# Liste des ministres de l'Intérieur actuels
Cette page dresse la liste des ministres de l’Intérieur actuels. Quand plusieurs ministres sont mentionnés, la date de début de fonctions est celle du portefeuille précisé entre parenthèses.

## États souverains
| Pays                            | Nom                                                               | Depuis (le)        |
| ------------------------------- | ----------------------------------------------------------------- | ------------------ |
| Afghanistan                     | Seraj Haqqani                                                     | 7 septembre 2021   |
| Afrique du Sud                  | Leon Schreiber                                                    | 3 juillet 2024     |
| Albanie                         | Ervin Hoxha (en)                                                  | 30 juillet 2024    |
| Algérie                         | Brahim Merad                                                      | 9 septembre 2022   |
| Allemagne                       | Alexander Dobrindt                                                | 6 mai 2025         |
| Andorre                         | Ester Molné Soldevil                                              | 17 juillet 2023    |
| Angola                          | Manuel Homem                                                      | 31 octobre 2024    |
| Antigua-et-Barbuda              | Steadroy « Cutie » Benjamin (Police)                              | 18 juin 2014       |
| Arabie saoudite                 | Abdoul Aziz ben Saoud                                             | 21 juin 2017       |
| Argentine                       | Eduardo de Pedro                                                  | 10 décembre 2019   |
| Arménie                         | (poste inexistant)                                                | (poste inexistant) |
| Australie                       | (poste aboli)                                                     | 18 septembre 2013  |
| Autriche                        | Gerhard Karner                                                    | 6 décembre 2021    |
| Azerbaïdjan                     | Ramile Oussoubov                                                  | 5 novembre 2003    |
| Bahamas                         | Marvin Dames (Sécurité nationale)                                 | 15 mai 2017        |
| Bahreïn                         | Rachid ben Abdallah ben Ahmed el-Khalifa                          | 21 mai 2004        |
| Bangladesh                      | Asaduzzaman Khan                                                  | 12 janvier 2014    |
| Barbade                         | Adriel Brathwaite                                                 | 23 octobre 2010    |
| Belgique                        | Bernard Quintin                                                   | 3 février 2025     |
| Belize                          | Johnny Briceño                                                    | 12 novembre 2020   |
| Bénin                           | Sacca Lafia                                                       | 6 avril 2016       |
| Bhoutan                         | Dawa Gyeltshen                                                    | 2 août 2015        |
| Biélorussie                     | Youri Karayev                                                     | 11 juin 2019       |
| Birmanie                        | Moe Aung                                                          | 7 janvier 2024     |
| Bolivie                         | Hugo Moldiz                                                       | 23 janvier 2015    |
| Bosnie-Herzégovine              | Dragan Mektic (Sécurité)                                          | 31 mars 2015       |
| Botswana                        | Shaw Kgathi                                                       | 4 avril 2018       |
| Brésil                          | Flávio Dino (sécurité publique)                                   | 1er janvier 2023   |
| Brunei                          | Pehin Dato Haji Awang Abu Bakar Haji Apong                        | 22 octobre 2015    |
| Bulgarie                        | Hristo Terziiski                                                  | 24 juillet 2020    |
| Burkina Faso                    | Ousséni Compaoré (Sécurité)                                       | 24 janvier 2019    |
| Burkina Faso                    | Siméon Sawadogo (Administration territoriale et Décentralisation) | 20 février 2017    |
| Burundi                         | Martin Niteretse                                                  | 7 septembre 2022   |
| Cambodge                        | Sar Kheng                                                         | 30 novembre 1998   |
| Cameroun                        | Paul Atanga Nji (Administration territoriale et décentralisation) | 2 mars 2018        |
| Canada                          | Bill Blair (Sûreté publique)                                      | 20 novembre 2019   |
| Cap-Vert                        | Paulo Costa Rocha (Administration interne)                        | 22 avril 2016      |
| Centrafrique                    | Michel Nicaise Nassin                                             | 24 juin 2021       |
| Chili                           | Izkia Siches                                                      | 11 mars 2022       |
| Chine                           | Tang Dengjie (Affaires civiles)                                   | 28 février 2022    |
| Chypre                          | Sokratis Chasikos                                                 | 1er mars 2013      |
| Colombie                        | Daniel Palacios                                                   | 1er janvier 2021   |
| Comores                         | Houmed Msaidié                                                    | 27 avril 2015      |
| Congo (Brazzaville)             | Raymond Mboulou (Intérieur et Décentralisation)                   | 30 décembre 2007   |
| Congo (Kinshasa)                | Basile Olongo                                                     | 7 mars 2019        |
| Corée du Nord                   | (poste inexistant)                                                | (poste inexistant) |
| Corée du Sud                    | Jeon Hae-cheol                                                    | 24 décembre 2020   |
| Costa Rica                      | Celso Gamboa (Sécurité publique)                                  | 8 mai 2014         |
| Côte-d’Ivoire                   | Sidiki Diakité                                                    | 19 juillet 2017    |
| Croatie                         | Davor Božinović                                                   | 9 juin 2017        |
| Cuba                            | Julio Cesar Gandarilla Bermejo                                    | 9 janvier 2017     |
| Danemark                        | Sophie Løhde                                                      | 15 décembre 2022   |
| Djibouti                        | Hassan Omar Mohamed                                               | 1er avril 2013     |
| Dominique                       | Rayburn Blackmoore (Sécurité nationale)                           | 13 décembre 2014   |
| Égypte                          | Mahmoud Tawfik                                                    | 14 juin 2018       |
| Émirats arabes unis             | Saïf ben Zayed an-Nahyan                                          | 21 novembre 2004   |
| Équateur                        | Mauro Toscanini                                                   | 27 avril 2018      |
| Érythrée                        | (poste inexistant)                                                | ...                |
| Espagne                         | Fernando Grande-Marlaska Gómez                                    | 7 juin 2018        |
| Estonie                         | Kristian Jaani                                                    | 26 janvier 2021    |
| États-Unis                      | Doug Burgum (Intérieur)                                           | 31 janvier 2025    |
| États-Unis                      | Kristi Noem (Sécurité intérieure)                                 | 25 janvier 2025    |
| Éthiopie                        | (poste inexistant)                                                | ...                |
| Fidji                           | Timoci Lesi Natuva (Sécurité nationale)                           | 24 septembre 2014  |
| Fidji                           | Parveen Kumar (collectivités locales)                             | 24 septembre 2014  |
| Finlande                        | Mari Rantanen                                                     | 20 juin 2023       |
| France                          | Gérald Darmanin                                                   | 6 juillet 2020     |
| Gabon                           | Lambert Matha                                                     | 2 octobre 2016     |
| Gambie                          | Mai Ahmad Fatty                                                   | 1er février 2017   |
| Géorgie                         | Giorgi Mgebrichvili                                               | 1er août 2015      |
| Ghana                           | Ambrose Dery                                                      | 27 janvier 2017    |
| Grèce                           | Kalliópi Spanoú                                                   | 23 avril 2023      |
| Grenade                         | Keith Mitchell                                                    | 5 mars 2013        |
| Guatemala                       | Francisco Rivas                                                   | 14 janvier 2016    |
| Guinée                          | Abdoul Kabele Camara (Sécurité)                                   | 4 janvier 2016     |
| Guinée                          | Bouréma Condé (administration du territoire et décentralisation)  | 27 février 2015    |
| Guinée-Bissau                   | Botche Candé                                                      | 17 juin 2016       |
| Guinée-Équatoriale              | Clemente Engonga Nguema Onguene (Intérieur)                       | 11 février 2003    |
| Guinée-Équatoriale              | Nicolas Obama Nchama (sécurité nationale)                         | Mai 2012           |
| Guyana                          | Khemraj Ramjattan (Sécurité publique)                             | 22 mai 2015        |
| Haïti                           | Jean-Marie Reynaldo Brunet                                        | 23 avril 2018      |
| Honduras                        | Rigoberto Chang Castillo                                          | 24 janvier 2014    |
| Honduras                        | Arturo Corrales (Sécurité publique)                               | 1er mai 2013       |
| Hongrie                         | Sándor Pintér                                                     | 29 mai 2010        |
| Îles-Marshall                   | Amenta Matthew                                                    | 1er février 2016   |
| Îles-Salomon                    | Douglas Ete (Affaires intérieures)                                | 15 décembre 2014   |
| Îles-Salomon                    | Commins Mewa (sécurité nationale)                                 | 23 septembre 2015  |
| Inde                            | Rajnath Singh                                                     | 27 mai 2014        |
| Indonésie                       | Tjahjo Kumolo                                                     | 27 octobre 2014    |
| Irak                            | Kassim el-Aradji                                                  | 30 janvier 2017    |
| Iran                            | Abdolreza Rahmani-Fazli                                           | 15 août 2013       |
| Irlande                         | (poste inexistant)                                                | ...                |
| Islande                         | (poste aboli)                                                     | 11 janvier 2017    |
| Israël                          | Moshe Arbel (Intérieur)                                           | 19 avril 2023      |
| Israël                          | Itamar Ben-Gvir (Sécurité nationale)                              | 29 décembre 2022   |
| Italie                          | Matteo Piantedosi                                                 | 22 octobre 2022    |
| Jamaïque                        | Robert Montague (Sécurité nationale)                              | 7 mars 2016        |
| Japon                           | Yasushi Kaneko                                                    | 4 octobre 2021     |
| Jordanie                        | Samir Moubaïdine                                                  | 25 février 2018    |
| Kazakhstan                      | Kalmoukhanbet Kassimov                                            | 12 avril 2011      |
| Kenya                           | Fred Matiang’i (intérim)                                          | 8 juillet 2017     |
| Kirghizstan                     | Oulan Israïlov                                                    | 11 novembre 2016   |
| Kiribati                        | Atarake Nataara                                                   | 15 mars 2016       |
| Kosovo                          | Bejtush Gashi                                                     | 13 avril 2018      |
| Koweït                          | Cheikh Khaled Jarrah el-Sabah                                     | 10 décembre 2016   |
| Laos                            | Khammanh Sounvileuth                                              | 8 juillet 2015     |
| Laos                            | Somkeo Silavong (Sécurité publique)                               | Juin 2014          |
| Lesotho                         | Francis Mokoto Hloaele                                            | février 2019       |
| Lettonie                        | Māris Kučinskis                                                   | 14 décembre 2022   |
| Liban                           | Ahmad al-Hajjar                                                   | 8 février 2025     |
| Liberia                         | Henrique Tokpah                                                   | 6 janvier 2016     |
| Libye                           | Khaled Tijani Mazen                                               | 15 mars 2021       |
| Liechtenstein                   | Sabine Monauni                                                    | 25 mars 2021       |
| Lituanie                        | Agnė Bilotaitė                                                    | 11 décembre 2020   |
| Luxembourg                      | Taina Bofferding                                                  | 5 décembre 2018    |
| Luxembourg                      | Henri Kox (Sécurité intérieure)                                   | 11 octobre 2019    |
| Macédoine du Nord               | Oliver Spasovski                                                  | 2 septembre 2016   |
| Madagascar                      | Tianaharivelo Razafimahefa                                        | 11 juin 2018       |
| Malaisie                        | Tan Sri Muhyiddin Yassin                                          | 12 mai 2018        |
| Malawi                          | Grace Chiumia                                                     | 6 septembre 2016   |
| Maldives                        | Ahmed Zuhoor                                                      | 22 juin 2016       |
| Mali                            | Abdoulaye Maiga (Administration territoriale et Décentralisation) | 5 octobre 2020     |
| Mali                            | Daouda Aly Mohammedine (Sécurité)                                 | 11 juin 2021       |
| Malte                           | Michael Farrugia                                                  | 9 juin 2017        |
| Maroc                           | Abdelouafi Laftit                                                 | 5 avril 2017       |
| Maurice                         | Pravind Jugnauth                                                  | 12 novembre 2019   |
| Mauritanie                      | Ahmedou Ould Abdella                                              | 2 septembre 2015   |
| Mexique                         | Rosa Icela Rodríguez                                              | 1er octobre 2024   |
| États fédérés de Micronésie     | (poste inexistant)                                                | ...                |
| Moldavie                        | Alexandru Jizdan                                                  | 20 janvier 2016    |
| Monaco                          | Patrice Cellario                                                  | 4 avril 2015       |
| Mongolie                        | Sandag Byambatsogt                                                | 22 juillet 2016    |
| Monténégro                      | Mevludin Nuhodzic                                                 | 28 novembre 2016   |
| Mozambique                      | Jaime Basílio Monteiro                                            | 19 janvier 2015    |
| Namibie                         | Pendukeni Iivula-Ithana                                           | 4 décembre 2012    |
| Namibie                         | Charles Namoloh (Sûreté et sécurité)                              | 21 mars 2015       |
| Nauru                           | Isabella Dageago                                                  | 27 août 2019       |
| Népal                           | Bal Krishna Khand                                                 | 12 juillet 2021    |
| Nicaragua                       | María Amelia Coronel                                              | 16 janvier 2017    |
| Niger                           | Mohamed Bazoum                                                    | 11 avril 2016      |
| Nigeria                         | Abdulrahman Dambazau                                              | 11 novembre 2015   |
| Norvège                         | (poste inexistant)                                                | ...                |
| Nouvelle-Zélande                | Peter Dunne                                                       | 28 janvier 2014    |
| Oman                            | Hamoud ben Fayçal ben Saïd el-Boussaïdi                           | 7 mars 2011        |
| Ouganda                         | Jeje Odongo                                                       | 6 juin 2016        |
| Ouzbékistan                     | Poʻlat Bobojonov                                                  | 4 septembre 2017   |
| Pakistan                        | Chaudhry Nisar Ali Khan                                           | 7 juin 2013        |
| Palaos                          | Victor Yano (ministre d’État)                                     | 19 avril 2010      |
| Panama                          | Milton Henríquez                                                  | 1er juillet 2014   |
| Papouasie-Nouvelle-Guinée       | Robert Atiyafa (Police)                                           | Mars 2014          |
| Paraguay                        | Lorenzo Darío Lezcano (intérim)                                   | 1er avril 2017     |
| Pays-Bas                        | Hanke Bruins Slot                                                 | 10 janvier 2022    |
| Pérou                           | Mauro Medin                                                       | 2 avril 2018       |
| Philippines                     | Mike Sueno                                                        | 30 juin 2016       |
| Pologne                         | Marcin Kierwiński                                                 | 24 juillet 2025    |
| Portugal                        | Margarida Blasco                                                  | 2 avril 2024       |
| Qatar                           | Khaled ben Khalifa ben Abdelaziz Al Thani                         | 28 janvier 2020    |
| République dominicaine          | Carlos Amarante Baret                                             | 16 août 2016       |
| Roumanie                        | Lucian Bode                                                       | 23 décembre 2020   |
| Royaume-Uni                     | Yvette Cooper                                                     | 5 juillet 2024     |
| Russie                          | Vladimir Kolokoltsev                                              | 21 mai 2012        |
| Rwanda                          | ...                                                               | 4 octobre 2016     |
| Saint-Christophe-et-Niévès      | Timothy Harris (Sécurité intérieure)                              | 22 février 2015    |
| Sainte-Lucie                    | Hermangild Francis                                                | 14 juin 2016       |
| Saint-Marin                     | Guerrino Zanotti                                                  | 27 décembre 2016   |
| Saint-Vincent-et-les-Grenadines | Ralph Gonsalves (Sécurité nationale)                              | 12 décembre 2005   |
| Salvador                        | Ramón Aristides Valencia                                          | 1er juin 2014      |
| Samoa                           | Sala Fata Lisati Pinati (Police)                                  | Mars 2011          |
| Sao Tomé-et-Principe            | Arlindo Ramos                                                     | 29 novembre 2014   |
| Sénégal                         | Jean Baptiste Tine                                                | 5 avril 2024       |
| Serbie                          | Aleksandar Vulin                                                  | 28 octobre 2020    |
| Seychelles                      | Mitcy Larue                                                       | 29 octobre 2016    |
| Sierra Leone                    | Edward A. Soluku                                                  | 12 avril 2018      |
| Singapour                       | Kasiviswanathan Shanmugam                                         | 1er octobre 2015   |
| Slovaquie                       | Robert Kaliňák                                                    | 4 avril 2012       |
| Slovénie                        | Vesna Györkös Znidar                                              | 18 septembre 2014  |
| Somalie                         | Abdi Farah Said                                                   | 29 mars 2017       |
| Soudan                          | Ibrahim Hamid                                                     | 16 mai 2018        |
| Soudan-du-Sud                   | Michael Tiangjiek Mut                                             | 2 août 2016        |
| Sri Lanka                       | Vajira Abeywardena (« home affairs »)                             | 7 septembre 2015   |
| Sri Lanka                       | S.B. Nawinne (« internal affairs »)                               | 7 septembre 2015   |
| Suède                           | (poste aboli)                                                     | 1998               |
| Suisse                          | Alain Berset                                                      | 1er janvier 2012   |
| Suriname                        | Mike Noersalim                                                    | 12 août 2015       |
| Swaziland                       | Princesse Tsandzile                                               | 4 novembre 2013    |
| Syrie                           | Ali Keda                                                          | 19 janvier 2025    |
| Tadjikistan                     | Ramazon Rakhimov                                                  | 4 janvier 2012     |
| Taïwan                          | Hsu Kuo-yung                                                      | 16 juillet 2018    |
| Tanzanie                        | Mwigulu Nchemba                                                   | 13 juin 2016       |
| Tchad                           | Mahamat Tahir Orozi (Sécurité publique)                           | 14 juillet 2020    |
| Tchad                           | Bachar Ali Souleymane (Administration territoriale)               | 14 août 2016       |
| Tchéquie                        | Vít Rakušan                                                       | 17 décembre 2021   |
| Thaïlande                       | Anupong Paochinda                                                 | 31 août 2014       |
| Timor-Oriental                  | Longuinhos Monteiro                                               | 16 février 2015    |
| Togo                            | Payadowa Boukpessi (Administration territoriale)                  | 1er octobre 2020   |
| Togo                            | Atcha Titikpina (Sécurité)                                        | 20 septembre 2006  |
| Tonga                           | Sione Sangster Saulala                                            | 26 décembre 2021   |
| Trinité-et-Tobago               | Edmund Dillon (Sécurité nationale)                                | 9 septembre 2015   |
| Tunisie                         | Khaled Nouri                                                      | 25 mai 2024        |
| Turkménistan                    | Iskander Moulikov                                                 | 29 mai 2009        |
| Turkménistan                    | Dovrangeldi Bayramov (sécurité nationale)                         | 24 février 2017    |
| Turquie                         | Süleyman Sorlu                                                    | 31 août 2016       |
| Tuvalu                          | Namoliki Neemia                                                   | 5 août 2013        |
| Ukraine                         | Denys Monastyrsky                                                 | 16 juillet 2021    |
| Uruguay                         | Luis Alberto Héber                                                | 24 mai 2021        |
| Vanuatu                         | Alfred Mao                                                        | 11 février 2016    |
| Vatican                         | Edgar Peña Parra                                                  | 15 octobre 2018    |
| Venezuela                       | Néstor Reverol                                                    | 2 août 2016        |
| Vietnam                         | Le Vinh Tan                                                       | 9 avril 2016       |
| Yémen                           | Ibrahim Haydan                                                    | 26 décembre 2020   |
| Yémen                           | Abdelhakim Ahmed al-Mawri (rebelle)                               | 13 décembre 2017   |
| Zambie                          | Steven Kampyongo                                                  | 15 septembre 2016  |
| Zimbabwe                        | Kazembe KAZEMBE                                                   | 8 novembre 2019    |

## Entités secondaires, etc.
| Pays                                                        | Nom                                     | Depuis (le)       |
| ----------------------------------------------------------- | --------------------------------------- | ----------------- |
| Abkhazie                                                    | Raoul Loloua                            | 4 août 2014       |
| Anguilla                                                    | Walcott Richardson                      | 16 février 2010   |
| Bermudes                                                    | Michael Fahy                            | 20 décembre 2012  |
| Catalogne                                                   | Jordi Jané                              | 22 juin 2015      |
| Chypre-Nord                                                 | Kutlu Evren                             | 16 avril 2016     |
| Fédération de Bosnie-et-Herzégovine                         | Muhidin Alic                            | 30 mars 2007      |
| Flandre                                                     | Liesbeth Homans                         | 25 juillet 2014   |
| Groenland                                                   | Kim Kielsen                             | 12 décembre 2014  |
| Guernesey                                                   | Peter Gillson                           | Mars 2014         |
| Hong Kong                                                   | Tsang Tak-sing                          | 1er juillet 2007  |
| Île-de-Man                                                  | Juan Watterson                          | 14 octobre 2011   |
| Îles Caïmans                                                | Tara Rivers                             | 6 juin 2017       |
| Îles Cook                                                   | Albert Nicholas                         | 24 mars 2015      |
| Îles-Féroé                                                  | Henrik Old                              | 15 septembre 2015 |
| Îles Turks-et-Caïcos                                        | Vaden D. Williams                       | 20 décembre 2016  |
| Itchkérie                                                   | Apti Souloumhajiev                      | 5 juillet 2004    |
| Jersey                                                      | Ian Le Marquand                         | Décembre 2008     |
| Kurdistan irakien                                           | Karim Sinjari                           | Juin 2014 ?       |
| Niue                                                        | Toke Talagi (sécurité nationale)        | Juin 2008         |
| Ossétie-du-Sud                                              | Akhsar Lavoïev                          | Août 2009         |
| Palestine                                                   | Rami Hamdallah                          | 2 juin 2014       |
| Pays basque                                                 | Estefanía Beltrán de Heredia            | 14 décembre 2012  |
| Polynésie française                                         | Édouard Fritch                          | 16 septembre 2014 |
| Puntland                                                    | Ahmed Elmi Osman                        | 28 janvier 2014   |
| République serbe                                            | Stanislav Cadjo                         | 28 février 2006   |
| Sahara-Occidental (République arabe sahraouie démocratique) | Mohamed Lemine Dedi                     | 31 octobre 2003   |
| Somaliland                                                  | Ali Mohamed Waran Ade                   | 25 juin 2013      |
| Tibet (gouvernement en exil)                                | Dolma Gyari                             | 16 septembre 2011 |
| Transnistrie                                                | Sergueï Monoule (Affaires intérieures)  | 24 janvier 2012   |
| Transnistrie                                                | Vladislav Finaguine (Sécurité publique) | 24 janvier 2012   |
| Wallonie                                                    | Pierre-Yves Dermagne (Pouvoirs locaux)  | 26 janvier 2017   |